# 792

792(칠백구십이)는 791보다 크고 793보다 작은 자연수다.

## 수학
- 합성수로, 그 약수는 총 24개다. (1, 2, 3, 4, 6, 8, 9, 11, 12, 18, 22, 24, 33, 36, 44, 66, 72, 88, 99, 132, 198, 264, 396, 792)
  - 792의 진약수의 합은 1548이므로, 792는 과잉수다.
- 69번째 불가촉수다. 앞의 불가촉수는 784, 다음은 802이다.
- 8번째 삼십각수다. 앞의 삼십각수는 595, 다음은 1017이다.
- {\displaystyle 792=4^{3}+6^{3}+8^{3}}
  - 연속하는 세 짝수의 세제곱합으로 나타낼 수 있으며, 이 성질을 지닌 앞의 수는 288, 다음은 1728이다.

## 과학
- 792 메트칼피아(영어판): 소행성.

## 교통
- 일본항공 792편 오버런 사고(일본어판, 영어판)

## 군사
- 792 해군 항공대(영어판): 과거 존재한 영국의 해군 항공대.
- U-792(영어판): 제2차 세계 대전에 사용된 나치 독일의 군용 잠수함.

## 문화유산
- 대한민국의 보물 제792호: 이상길 초상

## 기타
- 연도: 792년, 기원전 792년